# Mendongan
Mendongan is een bestuurslaag in het regentschap Semarang van de provincie Midden-Java, Indonesië. Mendongan telt 1148 inwoners (volkstelling 2010).